# هارمسدورف (لاونبورگ)
هارمسدورف (به آلمانی: Harmsdorf) یک شهر در آلمان است که در هرتسوگتوم لاونبورگ واقع شده‌است. هارمسدورف ۲۶۳ نفر جمعیت دارد.